# 十七 (單曲)
《十七》是收錄於S.H.E《十七》專輯的單曲。主打歌是吳青峰特地為S.H.E三人量身打造的全新歌曲，由吳青峰作詞作曲，於2018年8月30日以數位單曲形式發行，該歌曲是為了慶祝S.H.E出道成軍十七週年所製作發行的紀念單曲。〈十七〉在2018年度HitFM年度百首單曲排行榜位居第5位，而在《第30屆金曲獎》中獲得年度歌曲獎和最佳音樂錄影帶獎兩項獎項提名。

## 簡介
〈十七〉是紀念S.H.E成軍出道17週年的紀念單曲，並且這首歌曲是敘述S.H.E出道至今的深厚情感，表達出三人一路走來的相知相惜，而此首單曲作為S.H.E出道17週年紀念歌曲，為了紀念S.H.E成軍出道17週年，S.H.E和青峰合作，特地邀請了青峰為S.H.E三人量身打造全新歌曲，並詞曲創作了新單曲〈十七〉，並於2018年8月29日在亞洲百家電台共同首播，而於2018年8月30日正式數位推出，而音樂錄影帶則是由金曲獎導演陳奕仁執導，並且在事前花費4個多月進行前置作業，並動員近200位工作人員，而MV的主題是用不停前進的列車來比喻，以流暢的運鏡來描述故事，用影像的方式來回顧S.H.E這17年來的歷程和重要時刻，如：S.H.E三人的初次見面、住進女生宿舍、首場簽唱會、奪下金曲獎、單飛不解散、Selina拍戲遭火吻等各階段重大事記，並且也在MV中復刻出三人的過往形象，此次也是S.H.E首度與陳奕仁導演、仙草影像合作，而音樂錄影帶在9月7日推出後，8小時就創下了30萬的點閱率，不到2天就突破了100萬的點閱率。
專輯封面主視覺則邀請日本攝影師濱田英明完成拍攝。

## 唱片版本
| 類型     | 發行日期      |
| -------- | ------------- |
| 數位單曲 | 2018年8月30日 |

## 曲目
| 曲序     | 曲目     |          | 作曲     | 编曲     | 製作人         | 备注                  | 时长 |
| -------- | -------- | -------- | -------- | -------- | -------------- | --------------------- | ---- |
| 1.       | 十七     | 吳青峰   | 吳青峰   | 溫奕哲   | 馬毓芬、王治平 | S.H.E十七週年紀念單曲 | 5:08 |
| 总时长： | 总时长： | 总时长： | 总时长： | 总时长： | 总时长：       | 总时长：              | 5:08 |

## 音樂錄影帶
| 歌名 | 導演   | 首播日期     | 首播頻道             | 附註                  |
| ---- | ------ | ------------ | -------------------- | --------------------- |
| 十七 | 陳奕仁 | 2018年9月7日 | S.H.E官方YouTube頻道 | S.H.E十七週年紀念單曲 |

## 製作團隊
| - 配唱製作人：馬毓芬 - 和聲編寫：馬毓芬 - 和聲：S.H.E - 弦樂編寫：溫奕哲 - 吉他：鍾承洋 - 貝斯：黃群翰 - 鼓：楊凱淋 - 口風琴：溫奕哲 - 弦樂監製：溫奕哲 - 小提琴：蔡曜宇、朱奕寧 | - 中提琴：甘威鵬 - 大提琴：劉涵 - 弦樂錄音師：溫奕哲 - 弦樂錄音室：皮老闆錄音室 - Bass錄音室：Lights Up Studio - 鼓錄音室：楊記錄音室 - 製作助理：張育碩 - 錄音師：馬丁 - 錄音室：華研猛蛋錄音室 - 混音師：Craig Burbidge @After Shock studio, LA |

## 音樂會

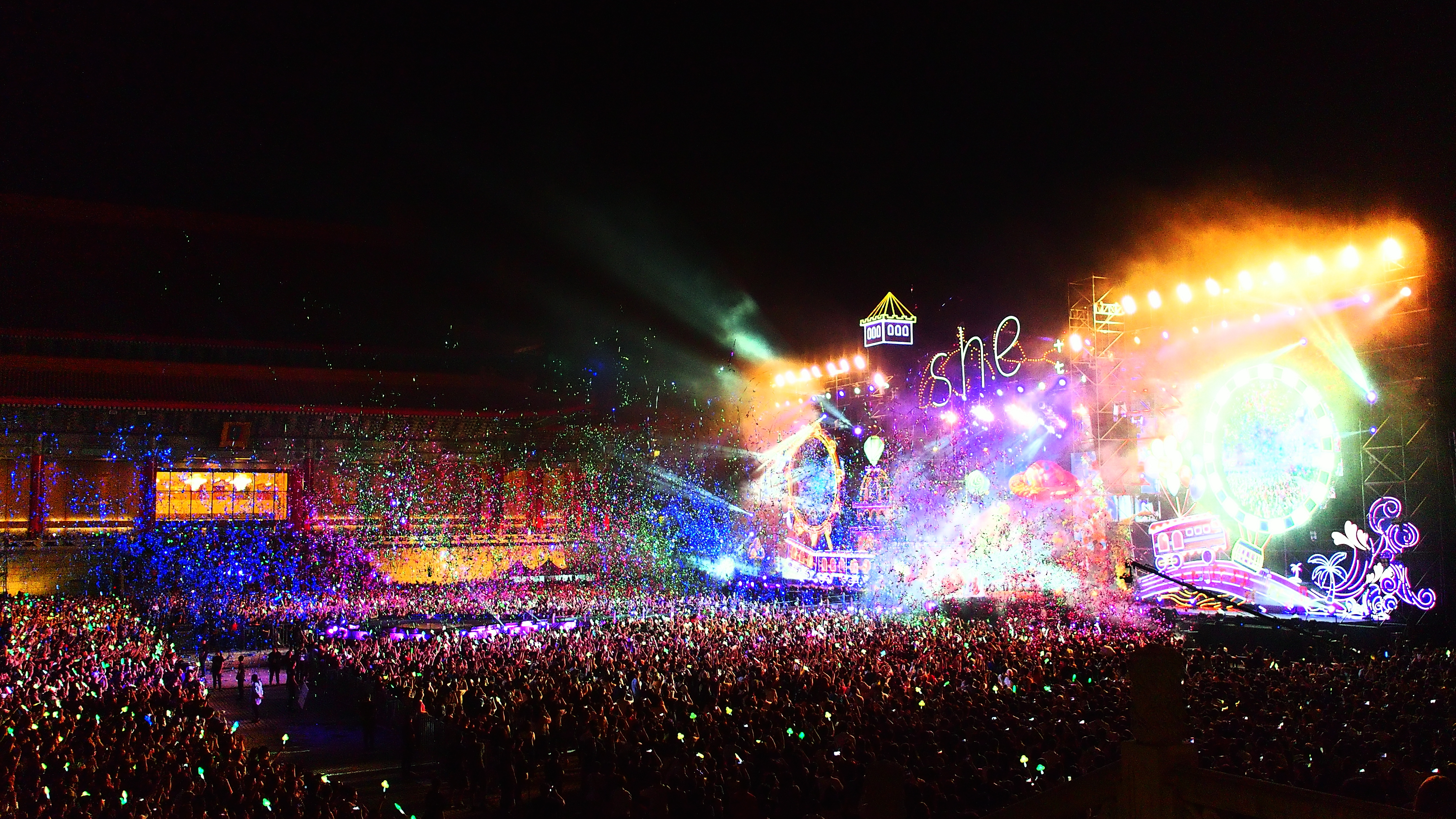
S.H.E《17音樂會》於兩廳院藝文廣場

S.H.E成軍出道17週年，S.H.E除了推出成軍出道17週年紀念單曲之外，還為了紀念S.H.E出道17週年，S.H.E也於2018年9月11日，在台北兩廳院藝文廣場花費了3000萬元製作費舉辦了17週年萬人音樂會來慶祝S.H.E成軍出道17週年，而此次音樂會是個"露天音樂會"，是一場以"Unplugged"的型式所舉辦的免費萬人戶外露天音樂會「17th音樂會」。在距離2018年9月11日音樂會開演前的一個月於2018年8月11日，開放索取免費門票，在音樂會門票開放免費索取後，總共1萬2千張門票在1分鐘之內被索取一空。在音樂會演出前華研音樂特別於8月13日至8月19日舉辦名為「我的S.H.E愛歌」的人氣票選活動，而票選活動內容則是選出S.H.E在音樂會當天會演唱的部分歌曲曲目。9月11日音樂會當天，場內共有12000名觀眾入場，以及吸引場外觀眾參與觀賞，現場估計共有20000名觀眾一同觀賞，最終現場共吸引50000名觀眾一同觀賞，而線上直播的部分中國大陸的騰訊視頻和咪咕音樂分別有100萬人和105萬人在線上觀看，另外LINE Today以及S.H.E YouTube官方頻道則分別有50萬人和9萬人的觀看人次，估計共高達264萬人同時在線上觀看，最終達到線上超過500萬人的總觀看人數。此外，音樂會的舞台設計是以S.H.E的歌曲為靈感，再將視覺以三人的代表色「粉紅色」、「綠色」、「藍色」為主來作為傳達，並搭配〈十七〉MV中的火車旅程的概念，將17年來的歷程濃縮於其中，先是火車先進入三葉草的城堡隧道，接著駛入音樂的奇幻樂園世界，再穿梭熱帶雨林之間，最後進到美麗新世界。
| 演唱會名稱          | 舉行日期      | 舉行地點                   | 附註 |
| S.H.E《17th音樂會》 | 2018年9月11日 | 台灣 台北市 兩廳院藝文廣場 | 紀念S.H.E成軍出道17年週年免費露天音樂會。 音樂會是以"Unplugged"的型式演出。 音樂會門票開放免費索取後，總共1萬2千張門票在1分鐘內被索取一空。 演唱曲目 1. 戀人未滿 2. 我愛雨夜花 3. 波斯貓 4. 神槍手 5. I.O.I.O 6. 美麗新世界 7. 五月天 8. 親愛的樹洞 9. 612星球 10. 天灰 11. 保持微笑 12. 你曾是少年 13. 魔力 14. 熱帶雨林 15. 說你愛我 16. 最近還好嗎 17. 星星之火 18. 老婆 19. 遠方 20. 心還是熱的 21. Super Star（重新編曲版） 22. 生日快樂歌 23. 十七（首唱） |

### 共同演出
- 音樂總監
  - 王治平

- 樂手
  - Band Leader：于京延
  - 吉他手1：王漢威
  - 吉他手2：鍾承洋
  - 吉他手3：古皓宇
  - Bass手：黃群翰
  - Keyboard：溫奕哲
  - 鼓手：楊凱淋
  - 小提琴手：蔡曜宇
  - 小提琴手：牟啟東
  - 大提琴手：劉涵

- 合音
  - 合音1：梁世韻
  - 合音2：梁世達

### 音樂會製作
- 製作單位
  - 必應創造
- 導演
  - 周佑洋
- 執行導演
  - 何明鴻

## 獎項/榜單

### 金曲獎
| 年份   | 獎項                          | 入圍者 | 結果 |
| ------ | ----------------------------- | ------ | ---- |
| 2019年 | 第30屆金曲獎 年度歌曲獎       | S.H.E  | 提名 |
| 2019年 | 第30屆金曲獎 最佳音樂錄影帶獎 | 陳奕仁 | 提名 |

### 其他獎項/榜單
- Billboard Radio China 2018年度10大華語歌曲 #4
- YES 933醉心龍虎榜 2018年最喜愛20大歌曲 #19
- 2018年 Hit Fm年度百首單曲 #5
- 2018年度 流行音樂全金榜 年度20大金曲

### 國際獎項
- 2020年度 德國iF設計大獎 視覺傳達獎[24]

## 外部連結
- 十七 MV（页面存档备份，存于）
- S.H.E經典金曲
- 封面拍攝和音樂會全記錄 （页面存档备份，存于）
- S.H.E 全新單曲 ［十七］ 數位紀念發行 （页面存档备份，存于）